# Phrynus parvulus
Espèce
Synonymes
- Tarantula marginemaculata yucatanensis Werner 1902

Phrynus parvulus est une espèce d'amblypyges de la famille des Phrynidae.

## Distribution
Cette espèce se rencontre au Guatemala, au Belize et au Quintana Roo au Mexique,.

## Description
Le mâle décrit par Quintero en 1981 mesure 16,0 mm.

## Publication originale
- Pocock, 1902 : Arachnida : Scorpiones, Pedipalpi, and Solifugae. Biologia Centrali-Americana, vol. 3, p. 1-71 (texte intégral).